# 辐片包目
辐片包目（学名：Hysterangiales）是伞菌纲鬼笔亚纲下的一目真菌。据2008年时的一项估计，该目共包含5个科、18个属、114个物种。

## 下属分类
本科包括以下属：
- Gallaceaceae
- 辐片包科 Hysterangiaceae
- Mesophelliaceae
- 鬼笔腹菌科 Phallogastraceae
- 川普包科 Trappeaceae